# سیارک ۲۲۵۲
سیارک ۲۲۵۲ (به انگلیسی: 2252 CERGA، نامگذاری:1978VT) دو هزار و دویست و پنجاه و دومین سیارک کشف شده‌است که در ۱ نوامبر ۱۹۷۸ کشف شد.
قدر مطلق سیارک برابر ۱۱٫۹۰ است.